# Jerzy Grzybowski
Jerzy Grzybowski (ur. 8 października 1958 w Chrzanowie) – polski matematyk, doktor habilitowany nauk matematycznych. Specjalizuje się w analizie wypukłej, analizie niegładkiej oraz optymalizacji. Adiunkt na Wydziale Matematyki i Informatyki Uniwersytetu im. Adama Mickiewicza w Poznaniu.

## Życiorys
W 1982 ukończył studia na Uniwersytecie Jagiellońskim. Stopień naukowy doktora uzyskał w 1990 na podstawie pracy pt. Modular Spaces Over a Field with Valuation, przygotowanej pod kierunkiem prof. Ryszarda Urbańskiego. Habilitował się w 2011 na podstawie oceny dorobku naukowego i rozprawy pt. O minimalnej reprezentacji elementów przestrzeni Minkowskiego-Radströma-Hörmandera. Pracuje jako adiunkt w Zakładzie Optymalizacji i Sterowania Wydziału Matematyki i Informatyki UAM. Jest członkiem Polskiego Towarzystwa Matematycznego.
Publikował w takich czasopismach jak m.in. "Archiv der Mathematik", "Journal of Optimization Theory and Applications", "Journal of Global Optimization", "Commentationes Mathematicae" oraz "Proceedings of the American Mathematical Society".